# 熱帶風暴奧拉夫 (1997年)
熱帶風暴奧拉夫（英語：Tropical Storm Olaf）是一個持续时间很长的熱帶氣旋，给墨西哥多个地区带去了暴雨，当地仅仅一星期后又会因颶風寶琳娜的吹袭而满目疮痍。这场风暴于在9月26日在墨西哥南部近海形成，并在北上的过程中快速增強，一度达到每小時110公里的最高風速后減弱，以熱帶低氣壓強度在瓦哈卡州登陆。系统给墨西哥、薩爾瓦多和危地馬拉帶去了暴雨并引发洪灾，导致18人死亡，还造成了一定程度的破坏。气象部门起初预計奧拉夫會在墨西哥上空消散，但实际上其殘餘继续向西漂移了一個星期。之后由于受到颶風寶琳娜的影响，奥拉夫的残留转向东南，又后再度北上第二次吹袭墨西哥，最終于10月12日消散。

## 氣象歷史
奧拉夫是生成自一股在9月22日的中美洲發現的東風波。其緩慢移動到東太平洋，並逐漸發展出一道對流帶。同時，一股上層低氣壓由墨西哥灣經過墨西哥移到太平洋，在該區造成風切變；風切變是在大氣層中不同的風速和風向，且通常不利熱帶氣旋生成。該與東風波相連的擾動維持在該區，並發展出大氣流向，令該上層低氣壓移離該系統。9月26日，其組織足以被確認為第十七號熱帶低氣壓，當時其位於特萬特佩克灣以南約560公里。
經過數小時的發展後，該熱帶低氣壓達至熱帶風暴強度，風速至少有每小時65公里，因此，國家颶風中心將其命名為「奧拉夫」（Olaf）。該已移走的上層低氣壓令風暴向北移向墨西哥沿岸。奧拉夫快速增強，一艘在風暴附近的船報告，指其風速在9月27日達每小時115公里，NHC預料其會繼續增強至颶風強度，風速會達至每小時120公里。可是相反地，其受墨西哥的崎嶇地形影響而減弱。奧拉夫在9月29日早上以風力時速55公里的熱帶低氣壓在瓦哈卡州薩利納克魯斯登陸。在數小時內，其環流在衞星圖像上已變得不明顯，故國家颶風中心不再為其發出報告。
儘管其被認為已消散，經過重新分析的衞星圖像卻顯示奧拉夫的環流沒有消散，並轉向西移到開放的水面上。9月30日早上，該系統移到太平洋，向西移動了一個星期，其間其維持少量的對流活動。10月5日，因與正在發展成颶風寶琳娜的大型對流發生互動，奧拉夫轉向東移動。該天晚些時候，國家颶風中心重新發出報告，當時其位於下加利福尼亞半島最南端的西南方約900公里。該系統轉向東南方移動，並未能繼續組織，故國家颶風中心在10月8日不再為其發出報告。三日後，當奧拉夫的殘餘已轉向北移動時，國家颶風中心再次重新發出報告，當時其位於特科曼之西南偏南約115公里。10月12日晚上，奧拉夫的環流在曼薩尼約作最後一次登陸，及後其快速消散。一股與其相關的雷雨帶曾再次移到開放的水面上，但該雨帶未能繼續發展。

## 防災措施和影響

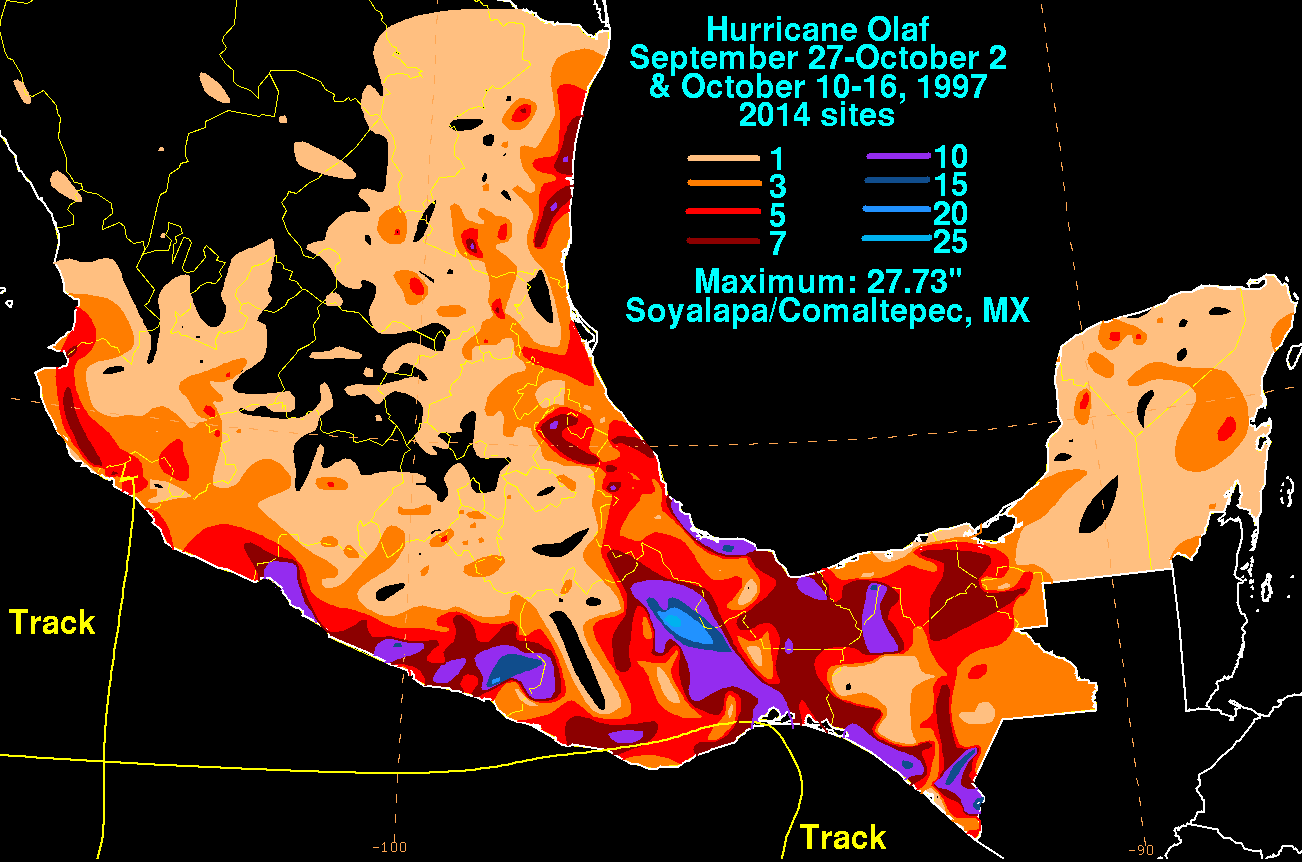
奧拉夫的降雨圖

在奧拉夫登陸前，氣象部門為格雷羅州蓬塔馬爾多納度（Punta Maldonado）至恰帕斯州塔帕丘拉沿岸和位於墨西哥和危地馬拉邊境的恰帕斯港發出熱帶風暴警告。在其增強速度比預期中快的時候，警告被升格為颶風警告，但因預期的增強並沒有出現，故警告被降為熱帶風暴警告。第一次登陸時，熱帶低氣壓奧拉夫為墨西哥東南沿岸帶來陣風和暴雨。在瓦哈卡州茱次丹薩拉戈薩，24小時內的總降雨量達171毫米，奧拉夫所造成的最高雨量是在瓦哈卡州的蘇亞拉巴／金馬地柏（Soyalapa/Comaltepec）觀察站所錄得的704毫米。危地馬拉和薩爾瓦多也有暴雨的報告。
在受影響地區中，暴雨造成水浸，導致18人死亡。在墨西哥，洪水破壞了200平方公里的咖啡豆、玉米和其他農作物，在恰帕斯州，破壞令該處的咖啡豆全年總收成量嚴重減少。降雨造成的洪水令很多建築物被浸，包括恰帕斯州首府圖斯特拉－古鐵雷斯中因河流泛濫而被浸的30間房屋。在山區裹，泥石流導致幾十條小村莊與外界隔絕。在沿岸地區，5米高的巨浪令三個墨西哥州份中的所有港口被迫關閉，有數百名漁民受到影響。在西面，三艘漁船在阿卡普爾科附近失蹤，促使各方前往救援。風暴也令數個機場被迫關閉。而在最後一次登陸中並沒有損壞的報告，該區的最高雨量是在科利馬州高奇墨蘭錄得的75毫米。
在風暴過後，墨西哥政府向瓦哈卡州受影響的家庭供應房屋、食物和水。在奧拉夫登陸墨西哥南部後少於一個星期，颶風寶蓮以更強的風速吹襲同一地區。寶蓮帶來更大的暴雨和破壞，導致至少250人死亡。有些地區受暴雨影響達10日。